# Hans Rustad (officer)
 Der er flere personer med dette navn, se Hans Rustad.
Hans Rustad (født 11. april 1759 på odelsgården Rustad i Vingers Præstegæld nær Kongsvinger, død 16. maj 1832 i København) var en dansk-norsk officer og arkitekt.

## Karriere
Han var søn af bonden Ole Torkildsen og Inger Rolstad. På grund af hans læselyst og usædvanlige anlæg for matematik tog flere højtstående norske officerer sig af harn; han blev nogle år efter sin konfirmation elev af Militærskolen i Christiania, stykjunker i artilleriet 1778, sekondløjtnant 1. juli 1779, premierløjtnant 1787, fik kaptajns karakter 1790, blev stabskaptajn 1795, kompagnichef 1800, gik 1805 fra Artillerikorpset over i fodfolket som major og stod à la suite med stigende rang indtil oberst. Den 28. januar 1813 blev han Ridder af Dannebrog, den 1. november 1828 Dannebrogsmand.

## Tegner
Rustad havde tillige særlige gaver for tegning og blev allerede 1782 ansat som informator i tegning ved Artilleriskolen i København i Terkel Kleves sted. For at uddanne sine evner i denne retning søgte han snart efter en plads ved Kunstakademiets Bygningsskole, hvor han 1. april 1784 vandt den lille og 4. oktober samme år den store sølvmedalje. Den 11. august 1787 vandt han tillige den lille guldmedalje for opgaven Et Theater. Sygdom og øjensvaghed nødte ham til i 1794 at opgive sin virksomhed som tegnelærer; han tilbragte et års tid i Norge og måtte i 1797 underkaste sig en operation på øjet. Året efter rejste han udenlands og besøgte først Berlin, hvor han tilsendte kongen af Preussen nogle udkast til et mindesmærke over Frederik II, der i den grad vandt kongens yndest, at han skænkede kunstneren en stor guldmedalje som tegn på sin tilfredshed. I sin skrivelse til Rustad beklager kongen, at hans udkast er for kostbare til at iværksætte, medens han i stærke ord priser deres æstetiske værd. Der kendes imidlertid kun projekter, ingen udførte bygninger, fra Rustads hånd.
For øvrigt levede Rustad for sin militære virksomhed, rejste fra Tyskland til Paris, hvor han forblev, indtil han i 1800 fulgte Napoleon Bonaparte på det italienske felttog som "volontær", derpå fik han plads ved Jacques MacDonalds generalstab indtil fredslutningen i 1801, og levede i Paris fra 1805 med enkelte afbrydelser til 1817. Sine sidste år tilbragte han i København, hvor han øvede en udstrakt godgørenhed. Han var ugift og døde den 16. maj 1832.
Han er begravet på Garnisons Kirkegård.

## Værker
- Projekt til mindestøtte for prins Ferdinands fødsel (1792, Det Nationalhistoriske Museum på Frederiksborg Slot)
- Konkurrenceprojekt, 17 blade, til mindesmærke for Frederik den Store (1798, Akademie der Künste, Berlin)